# Mantispa parvula
Mantispa parvula är en insektsart som beskrevs av Penny 1983. Mantispa parvula ingår i släktet Mantispa och familjen fångsländor. Inga underarter finns listade i Catalogue of Life.